# Аденський Біг-Бен

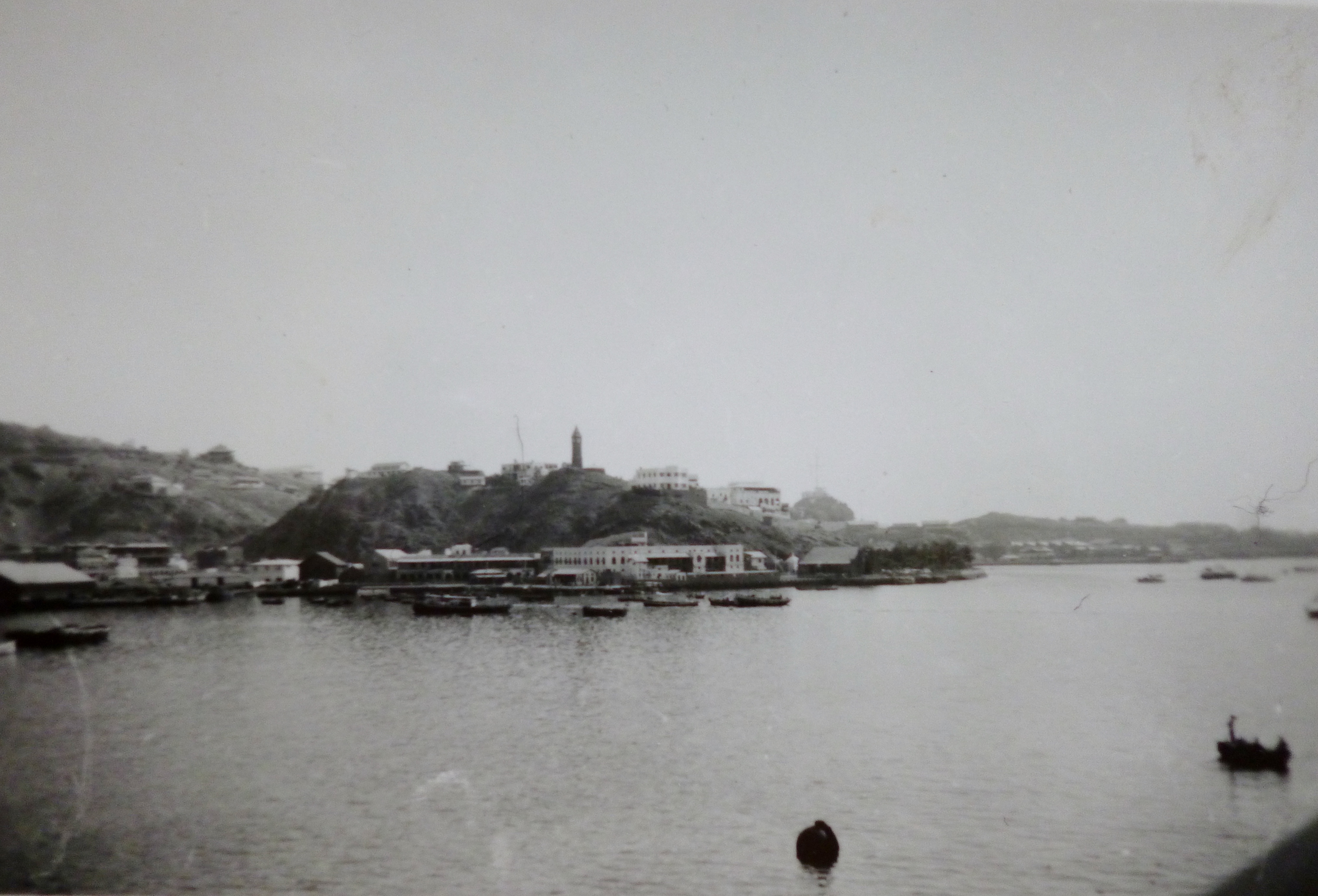
Аден в 1949 році. Вид з внутрішнього рейду в напрямку Аденського Біг-Бена

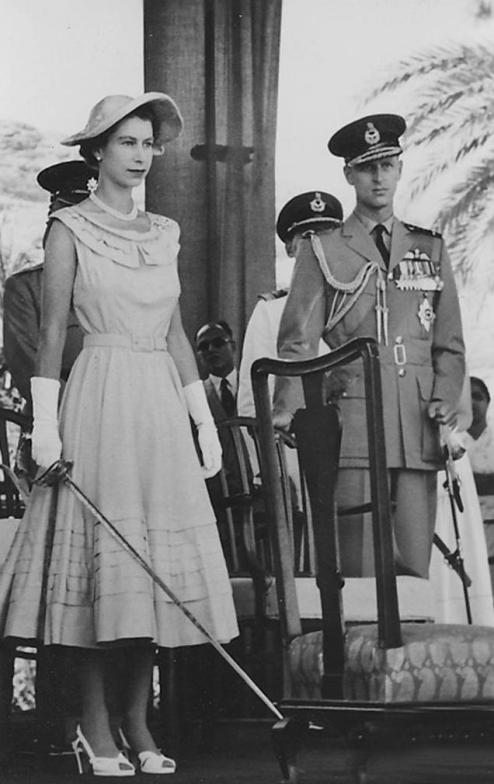
Королева Єлизавета в Адені 1954 під час офіційного візиту в колонію

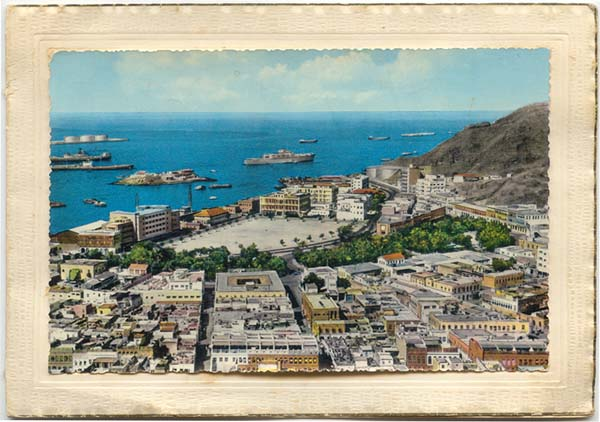
Поштова картка 1961 року. Вид на район Тавахі

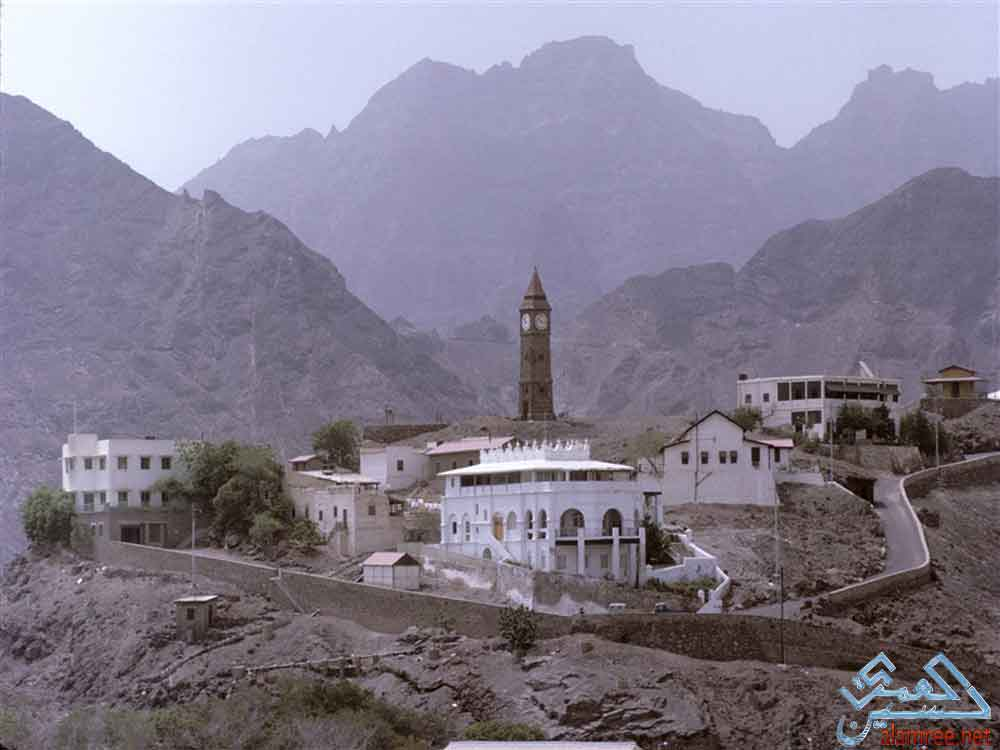
Маленький Бен. 1964 рік

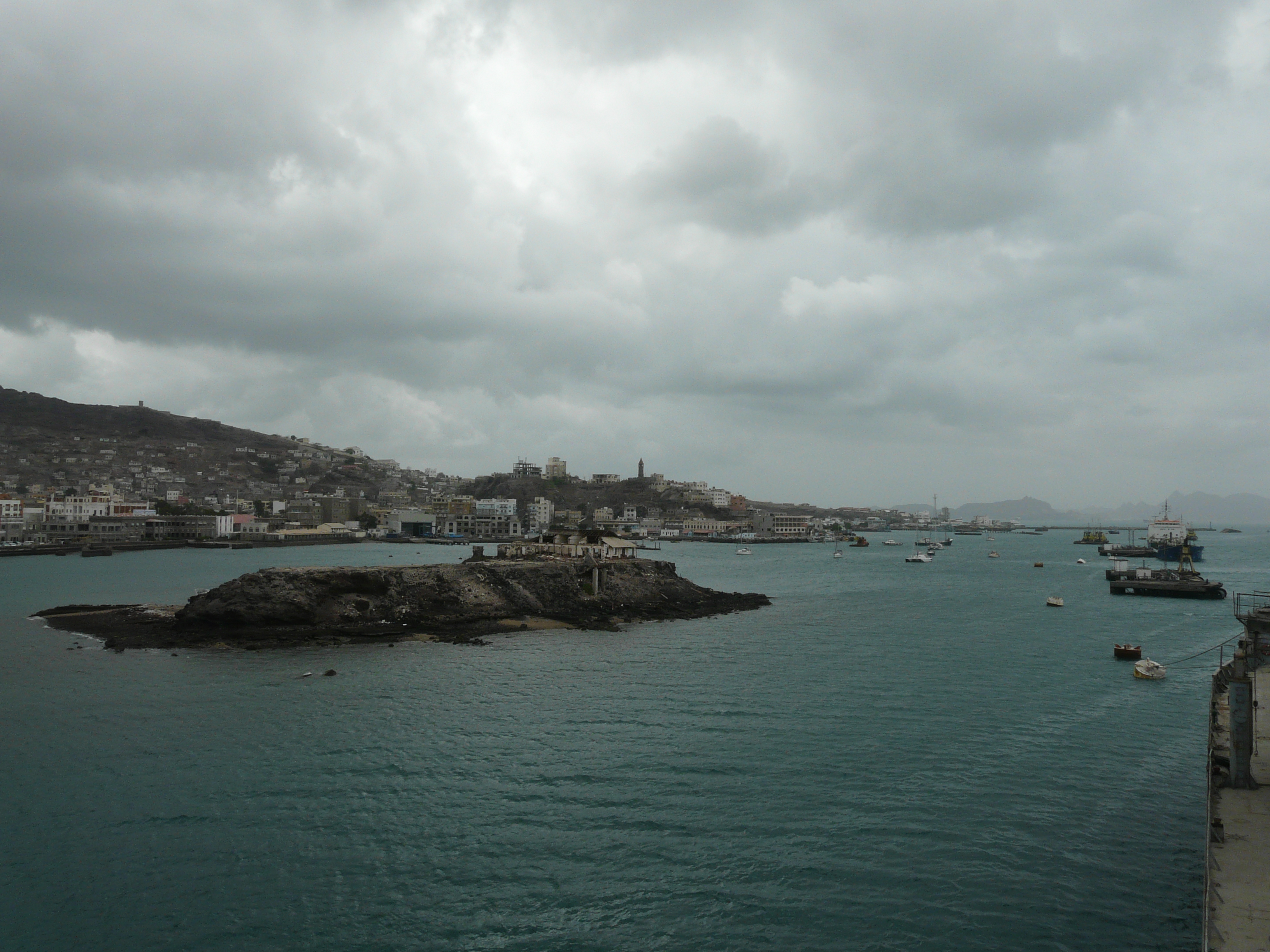
Вид на район Тавахі в Адені. На вершині пагорба Аденський Біг-Бен. Фото 13 лютого 2010 року

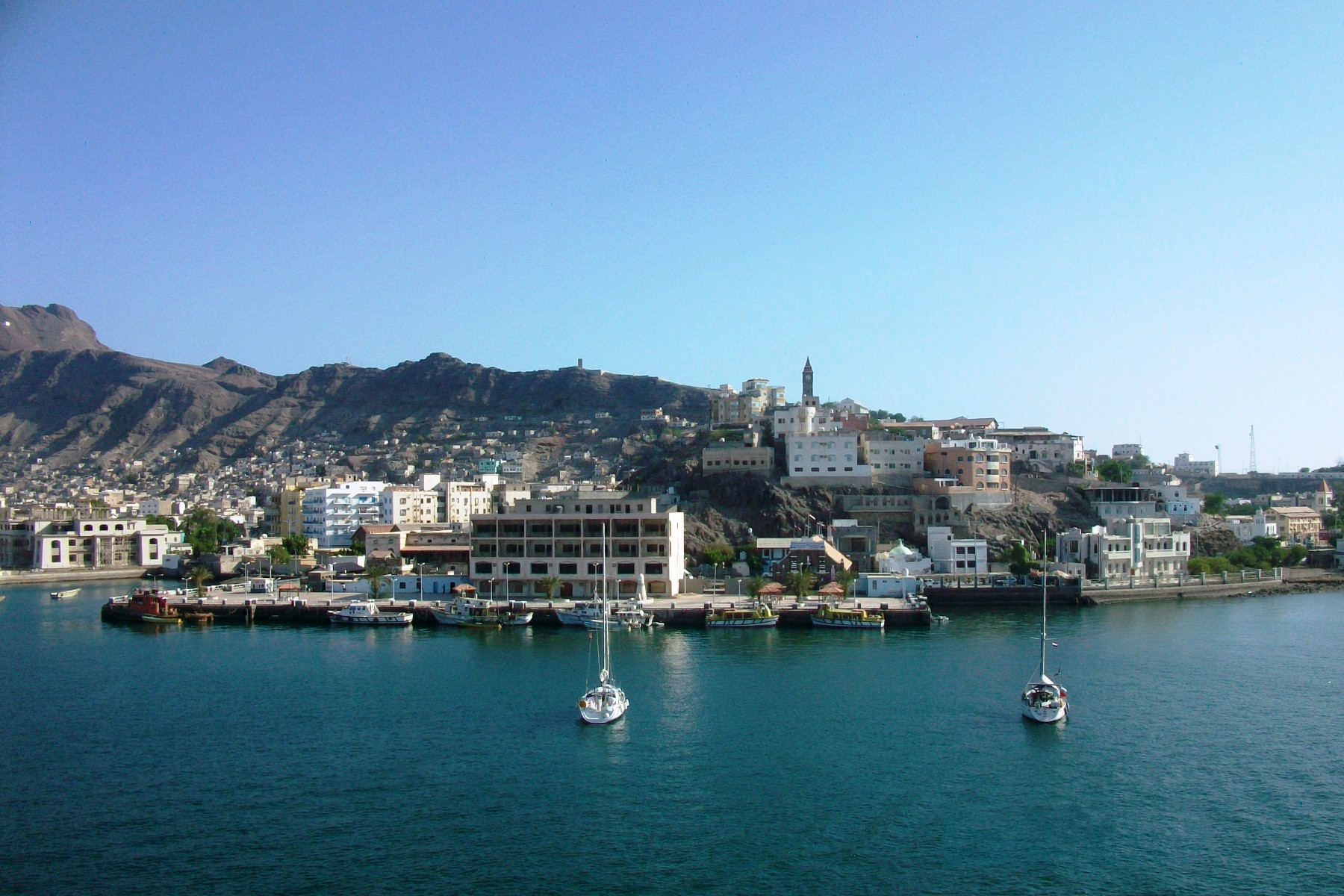
Біг-Бен в Адені. 20 жовтня 2010 року

Біг-Бен Адену (араб. بيج بن عدن) або Аденський Біг-Бен — башта з годинником, яка побудована англійцями в місті Аден у Ємені, як зменшена копія вежі Єлизавети в Лондоні, переважно відомої як Біг-Бен.

## Інші назви аденського Біг-Бена
Башта з годинником була побудована понад 120 років тому і була спороектована відповідно до Біг-Бену в Лондоні, і стала відомою як «Біг-Бен Східу», «Біг-Бен арабів» чи «Авійський Біг-Бен».
Зустрічаються і такі англійські назви башти: «Маленький Бен (англ. Little Ben)», «Hogg Tower» чи «Hogg Clock Tower».
Фахмі Тамер Ганем, місцевий історик, посилаючись на численні джерела ще на початку 2012 року, казав: «Наш, аденський, баштовий годинник поступається за величиною лише лондонському Біг-Бену, займаючи, таким чином, друге почесне місце в світі…» Але Аденський Біг-Бен до недавнього часу мав назви Арабський Біг-Бен (в російських джерелах Аравійський Біг-Бен тому, що Аравійський півострів — це назва з Росії або Арабський півострів як назва по всьому світу) або Біг-Бен Сходу. Але в 2012 році в місті Мекка, Саудівська Аравія, побудували башту з годинником Abraj Al Bait, яка вище ніж Біг-Бен в Лондоні і яку в пресі стали називати «Аравійський Біг-Бен» («Арабський Біг-Бен»). Ось чому краще називати споруду в Адені Південно-аравійським Біг-Беном.
Ще одна назва цієї споруди — дивина аравійського півдня.

## Історія
Аденський Біг-Бен, копія британського побратима, постав у лощині серед хатин, будівель району Тувахі в Адені і гір, які підступили до південної столиці Ємену. Інженери метрополії взялися за зведення вежі з чорного каменю, скріплюючи кладку замісами понад міцних марок цементу з водою. Проект був завершений в 1890 році британськими архітекторами, які брали участь у проектуванні та будівництві, за сприяння місцевих працівників, зроблені з чорних каменів і цементної суміші. Форма прямокутна і дах, як рівносторонній трикутник, покритий покриттям з червоної цегли. Діаметр близько чотирьох метрів, а ширина дисплея годинника становить 1,5 метра, а висота споруди становить 22 метри. Всередині він має залізні сходи у вигляді спіралі, що дозволяє піднятися до верху вежі і дивиться на Аденську гавань з видом на околиці району Тувахі.
Є відомості про те, що королева Єлизавета провела в 1954 році дні свого медового місяця тут, в Тувахі, де стоїть Біг-Бен, в готелі «Півмісяць» (англ. «Crescent»), побудованому в 1930 роки. Це був перший фешенебельний готель на всій території Аравійського півострова і в зоні Перської затоки. Королева з задоволенням чула щоранку на балконах, в вікнах і крилах готелю удари годинника Біг-Бена. Королева повеліла продовжити перебування в Адені, який справив на неї надзвичайне враження. І, виходячи уранці на балкон, любила слухати мелодійний передзвін Аденського Біг-Бена, «Біг-Бена аравійського».
Був час, коли до башти була приставлена охорона, — вона проводила регламентні роботи, заводила вручну годинниковий механізм, налаштовувала куранти. Волога спека, вітри з моря, проливні дощі в літні місяці, людська байдужість і черствість зробили свою справу — у середині 1960-х годинник став.
У 1983 році провели ремонтні роботи. Губернатор провінції Тувахі Шамседдін Афіф аль-Бакілі розповідає: «Нащадки колишніх колонізаторів дуже нам допомогли. Відразу ж відгукнулися, коли ми взялися за реставрацію. Британська фірма „Дарбі“ поставила годинниковий механізм, комплектуючі деталі, чудове біло-матове скло для циферблатів, оснастку внутрішнього підсвічування, годинникові стрілки. Спільно відмінно попрацювали над екстер'єром баштового годинника».
Годинник йшов три роки, — до тих кривавих подій січня 1986-го, коли політичні партії соціалістичної орієнтації взялися за зброю, щоб вирішити одвічну арабську суперечку — за ким владу. Наступні, не менш бурхливі події, і зовсім доконали старовинний годинник. Він був розграбований. Механізм, металеві частини, деталі і конструкції розбирали, зносили в утиль на металобрухт, деякі з частин продавали на чорному ринку. Так було завдяки старанням маклерів ринків мідних і металевих виробів.
Місцева рада та Управління громадських робіт оголосили реалізацію проекту реставрації та запуску Біг-Бена в Адені. Роботи потребували 24 000 доларів США. Після завершення поставки запасних частин з британської компанії в роботи було покладено чотири ключові аспекти нового годинника: сучасний матеріал з білого скловолокна; монтаж внутрішнього освітлення і годинника; інструмент для контролю; розвиток екзоскелета. Так годинник башти, який зупинився близько чверті століття тому, після ремонту в лютому 2012 року повернувся до ладу.

## Висловлювання та опис
Як би ширяючи над морським портом, складений з дикого каменю, звернений своїми чудовими, мерехтливими в ночі старовинними циферблатами на всі чотири сторони світу, Біг-Бен став дивиною аравійського півдня. Крім функціональних призначень ще й вигрівав серця британських колонізаторів, викликаючи ностальгію.
Фахмі Тамер Ганем, місцевий історик, сказав: «… Християнам вежа нагадує храм. Усередині легкі металеві гвинтові сходи. Химерно вигинаючись, вони ведуть до вартового корпусу, звідки відкривається чудова панорама на блакитну гладь Аденської затоки, знамениті торгові ряди передмістя Тувахі і житлові квартали».
Старожили пам'ятають ще ті часи, коли, завершивши повне часове коло, Біг-Бен оголошував околиці тихим мелодійним передзвоном курантів. Луна, відбиваючись від сірих скель і морської гладі, м'яко упливає в вулиці і квартали старого району міста, дивно видаючи звучання у вечірній тиші над засинаючим містом. На Сході тільки в Адені прокидаються з першими півнями, затемна, і засинають, щойно згущуються сутінки. Тоді як в інших арабських столицях в цей вечірній час життя тільки починається.
«Історичний пам'ятник нам дуже дорогий, — говорить губернатор провінції Тувахі Шамседдін Афіф аль-Бакілі. — Уявіть, понад 120 років британського панування, коли країна була заморською колонією Об'єднаного Королівства, Біг-Бен був мовчазним свідком і колонізації, і тривалої національно-визвольної боротьби єменського народу. Народжений в дні протистояння, Біг-Бен знайшов форму спрямованої вгору ракети. Верх — рівнобедрений трикутник, викладений червоною черепицею».
Старина Бен споглядає безпристрасно на історію, яка вершиться у його сірих каменів.
Біг-Бен, як кажуть араби, «виходить на новий давран» (коло). Нагадує про старі часи.